# San Paolo alla Regola (titre cardinalice)
Pour les articles homonymes, voir San Paolo alla Regola.
La diaconie cardinalice San Paolo alla Regola (Saint Paul à Regola) est érigée le 25 janvier 1946 par Pie XII dans la constitution apostolique Sancti Hadriani Ecclesia en remplacement de la diaconie de Sant'Adriano al Foro à la suite de la destruction de l'église à laquelle elle était rattachée. La diaconie est maintenant liée à l'église San Paolo alla Regola située dans le rione Regola au centre de Rome. Bien que créée en 1946, la diaconie n'a été attribuée pour la première fois qu'en 1958.

## Titulaires
- Giuseppe Fietta, titre pro illa vice (1958-1960)
- Michael Browne, O.P. (1962-1971)
- Francesco Monterisi (2010-)